# Церковь Михаила Архангела (Никитино)
Церковь Архангела Михаила — приходской православный храм в селе Никитино Сурского района Ульяновской области. Относится к Симбирской епархии Русской православной церкви. С 2014 года — памятник градостроительства и архитектуры РФ.

## История
Каменный храм построен в 1820 году помещицей графиней Параскевой Николаевной Гурьевой (жена сенатора Д. А. Гурьева); престол в нём во имя Архистратига Божия Михаила. Причт состоял из священника, диакона и псаломщика . Храм во имя Архистратига Михаила строился в честь победы над Наполеоном, как памятник русским солдатам.
После закрытия храма в 1929 году помещения использовались для различных хозяйственных нужд. В нём был склад, затем зернодробилка, в подвалах хранили картофель.
Постановлением Правительства Ульяновской области от 25.06.2014 г. № 253-П, церковь православная приходская одпопрестольная Архангела Михаила, 1820 г., является объектом культурного наследия регионального значения.

## Архитектура
Храм — образец зрелого классицизма представляет собой массивный четверик, сложенный из кирпича на бутовом фундаменте, с четырёх сторон окруженный ризалитами. Ризалиты завершены ордерными фронтонами. В западном вытянутом ризалите размещалась трапезная, в восточном — алтарная часть, северный и южный ризалиты служили притворами. Храм оштукатурен и выкрашен в традиционный бежевый цвет. Украшен массивным тяговым фризом с лепными триглифами, фронтоны и фронтонные свесы отбивались карнизами с ритмичными мутулами, порталы в притворах украшались сандриками.Центральная световая ротонда перекрыта полусферическим куполом, обшитым кровельным железом на стропильном каркасе. В четырёх угловых главах располагалась звонница. В отделке фасадов применялся белый известняк. Доподлинно имя архитектора неизвестно, однако общая конструкция, классическая стилистика, нюансы лепного декора и выразительные интерьеры храма относятся к работам симбирского губернского архитектора М. П. Коринфского.

## Духовенство
Последним перед закрытием годы в церкви служил священник Александр Ласточкин (отец Александр). 